# 鲍勃·布泽
罗伯特·刘易斯·布泽（英語：Robert Lewis Boozer，1937年4月26日—2012年5月19日），美国NBA联盟职业篮球运动员。他在1959年的NBA选秀中第1轮第1顺位被辛辛纳提皇家选中。他也曾代表国家参加1959年泛美运动会和1960年夏季奥运会。